# Встеселово (Псковская область)
Встеселово — деревня в Куньинском районе Псковской области России. Входит в состав Куньинской волости.

## География
Расположена на северо-западном побережье одноимённого озера, в 16 км к югу от райцентра Кунья.

## Население
| 2001 | 2002 | 2010 |
| ---- | ---- | ---- |
| 194  | ↘165 | ↘138 |

Численность населения деревни по оценке на начало 2001 года составляла 194 жителя.

## История
С января 1995 до декабря 2005 года Встеселово входило в состав Октябрьской волости в качестве её административного центра. С января 2006 до апреля 2015 года деревня входила в состав также ныне упразднённой Слепнёвской волости.